# Belbroughton
Belbroughton est un village et une paroisse civile du Worcestershire, en Angleterre. Il est situé dans le nord du comté, à une dizaine de kilomètres au nord de la ville de Bromsgrove. Administrativement, il relève du district de Bromsgrove. Au recensement de 2001, il comptait 2 380 habitants.